# Ridderorden in Afghanistan
Het Koninkrijk Afghanistan bezat een aantal onderscheidingen naar westers model.

## De Orden van deDuranidynastie

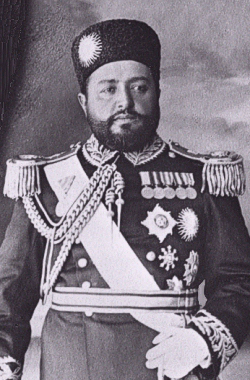
Koning Habibullah met de ster van de Orde van de Zon als aigrette op zijn hoed. Hij draagt de sterren van de Orde van het Bad, de Orde van de Leider en de Orde van Sint-Michaël en Sint-George

- De Orde van het Keizerrijk van de Durani
- De Orde van de Opperste Zon of "Nishan-i-Almar"
- De Orde van Dienst aan de Natie of Nishan-i-Kidmat. Door Habibu'llah Shah in een enkele graad ingesteld vóór 1901. Aan de orde was een medaille verbonden. In 1919 afgeschaft.
- De Orde van Respect of "Nishan-i-Hurmat". Door Amir Abdu'r Rahman in een enkele graad ingesteld vóór 1906. In 1919 afgeschaft.
- De Orde van de Afghaanse Eer of "Nishan-i-Bahadur-i-Afghania". Door Amir Abdu'r Rahman in een enkele graad ingesteld vóór 1901. In 1919 afgeschaft.
- De Orde van de Afghaanse Waardigheid of "Nishan-i-Izzat-i-Afghania". Door Amir Abdu'r Rahman in een enkele graad ingesteld vóór 1901. In 1919 afgeschaft.
- De Orde van de Afghaanse Kroon of "Nishan-i-Taj-i-Afghania". Door Amir Abdu'r Rahman in een enkele graad ingesteld vóór 1901. In 1919 afgeschaft.
- De Orde van Militaire Dapperheid of "Nishan-i-Shuja'at". Door Koning Amanu'llah in een enkele graad ingesteld in 1919 als een beloning voor betoonde moed op het slagveld. Deze orde werd in 1923 met vier graden uitgebreid.
- De Orde van de Leider of "Nishan-i-Sardari" werd in 1923 door Koning Amanu'llah in een enkele graad ingesteld.
- De Orde van de Onafhankelijkheid (Afghanistan) (Sirdar-i-Ala )
- De Orde van de Glorie (Afghanistan) (Nishan Iftikar)
- De Orde van Nishan Istour of "Nishan-I-Astour" is de Orde van de Ster
- De Orde van Nationale Verdienste (Afghanistan)
- De Orde van Trouw (Afghanistan)
- De Orde van de Ster (Afghanistan)
- De Orde van Haydar, ook Orde van de Leeuw of "Nissan-i-Haydar".

Het decoratiestelsel van de Afghaanse heerser was niet streng geregeld. Het ging in veel gevallen om eerbewijzen die afhankelijk van de gunst van de heerser min of meer kostbaar werden uitgevoerd. De kwaliteit van het materiaal en de afwerking door de edelsmid varieert sterk. Veel van deze sterren verdwenen weer wanneer de vorst die ze had ingesteld overleed.
Gezaghebbende bronnen waarschuwen in hun voorwoord dat de gegevens over de orden van Afghanistan vast en zeker fouten zullen bevatten. De steeds wisselende transcriptie van de Afghaanse namen, de revoluties en oorlogen waarin archieven verloren zijn gegaan en de steeds veranderende linten en versierselen leiden tot veel verwarring. Antiquairs die op veilingen de ene Afghaanse onderscheiding bevestigen aan het lint van een andere Afghaanse orde dragen aan de verwarring bij. Ed Haynes schrijft dat dragers van Afghaanse orden in de 19e eeuw zèlf een lint uitkozen om het Afghaanse versiersel aan te dragen. In dat licht gezien zijn er voor de vroegste Afghaanse orden geen "correcte" linten te benoemen.
In 1973 viel de Sovjet-Unie Afghanistan binnen en installeerde daar een marionettenregering. De regering nam ook het model van de socialistische decoraties slaafs over. Naam en model van de vele nieuwe orden en medailles leken sprekend op het Russische voorbeeld.

## De Orden van de Volksrepubliek Afghanistan
- De Medaille Held van het Revolutionaire Afghanistan
- De Medaille Held van de Arbeid
- De Medaille van de Heroïsche Moeder
- De Orde van de Zon van de Vrijheid
- De Orde van de Saur Revolutie
- De Orde van Rode Vlag
- De Orde van de Vriendschap tussen de Volkeren
- De Orde van de Glorie
- De Orde van Dapperheid
- De Orde van de Ster
- De Orde van de Arbeid
- De Orde van Faid Djamanudin Afghania
- De Orde van Muhammad Tarzi
- De Orde van Ahmed Shah

Het Islamitische Emiraat Afghanistan onder de Taliban kende voor zover bekend geen onderscheidingen en ook de in 2002 uitgeroepen opvolgerstaat, de Islamitische Republiek Afghanistan, hield het tot 2007 bij medailles.

## Medailles van de Islamitische Republiek Afghanistan
- De Baryal Medaille
- De Mahsood Medaille (De hoogste onderscheiding van Afghanistan)
- De Jalal al-Din al-Afghani Medaille
- De Ghazi Amanullah Khan Medaille
- De Sayed Jamaluddin Medaille
- De Hart van de Leeuw Medaille
- De Ghazí Mir Masyedi Khan Medaille